# Ivano Bertini
Ivano Bertini (* 6. Dezember 1940 in Pisa, Italien; † 7. Juli 2012 in Florenz) war ein italienischer Chemiker. Bekannt wurde er durch seine Beiträge zur Bioanorganischen Chemie, insbesondere zur NMR-Spektroskopie von Metalloenzymen.

## Leben
Bertini erhielt seinen Doktortitel 1964 bei Luigi Sacconi an der Universität Florenz. Im Jahr 1975 wurde er dort Professor. Er war der Erste, der mittels NMR-Spektroskopie die Struktur eines paramagnetischen Proteins in Lösung aufklären konnte.
1994 wurde er zum ordentlichen Mitglied der Academia Europaea gewählt.

## Auszeichnungen
- Bijvoet Medaille, Universität Utrecht, 1998[3]

## Werke
- Ivano Bertini, Harry B. Gray, Stephen J. Lippard, Joan Selverstone Valentine: Bioinorganic Chemistry. University Science Books, Mill Valey 1994, ISBN 0-935702-57-1.
- Ivano Bertini, Astrid Sigel, Helmut Sigel: Handbook on Metalloproteins. CRC Press, 2001, ISBN 978-0-8247-0520-6.
- Ivano Bertini, Claudio Luchinat, Giacomo Parigi: Solution NMR of Paramagnetic Molecules: applications to metallobiomolecules and models. Elsevier, Amsterdam 2001, ISBN 0-444-20529-2.
- Ivano Bertini, Harry B. Gray, Edward I. Stiefel, Joan Selverstone Valentine: Biological Inorganic Chemistry: Structure & Reactivity. University Science Books, Sausalito 2007, ISBN 1-891389-43-2.